# DVD Flick
DVD Flick is een videoconversieprogramma waarmee gebruikers een dvd kunnen branden of een ISO-image kunnen maken. Het kan ook videobestanden converteren (bijvoorbeeld .avi) naar video_ts files welke met een ander programma kunnen worden gebrand. DVD Flick is opensourcesoftware. 
DVD Flick behoort tot de categorie portable software en is relatief klein. Het past daarom makkelijk op een draagbaar medium zoals een USB-stick (ongeveer 7 MB).
Video met DVD Flick bewerken kan niet, echter menu's maken (authoring) is in de meest recente bètaversie opgenomen. Menu's zijn te definiëren als een serie afbeeldingen samen met een tekstconfiguratiebestand. Met DVD Flick kan men eenvoudig ondertitels (-srt bestanden) op de gecreëerde DVD zetten. 
Licentie: GNU General Public License.